# Craponne
Craponne település Franciaországban, Métropole de Lyon különleges státuszú nagyvárosban (métropole: nagyjából „megyei jogú város”). Lakosainak száma 12 170 fő (2022. január 1.). Craponne Saint-Genis-les-Ollières, Tassin-la-Demi-Lune, Brindas, Francheville és Grézieu-la-Varenne községekkel határos.

## Népesség
A település népességének változása:
| Lakosok száma | 10 466 | 10 979 | 11 362 | 11 067 | 11 125 | 11 248 | 11 453 | 11 903 | 12 170 |
|               | 2013   | 2015   | 2016   | 2017   | 2018   | 2019   | 2020   | 2021   | 2022   |